# Greta Thunberg
Greta Thunberg (Stockholm, 3 januari 2003) is een Zweedse klimaatactiviste.
Ze raakte in 2018 bekend toen ze besloot om na de zomervakantie tot de Zweedse parlementsverkiezingen op 9 september elke schooldag te staken en met een protestbord buiten het Zweeds parlement post te vatten om aandacht te vragen voor de dreigende klimaatverandering. Na de verkiezingen staakte ze iedere vrijdag. In november 2018 verklaarde ze in een opiniestuk in The Guardian dit te zullen blijven doen, totdat de politici het akkoord van Parijs zouden naleven.

## Inspiratie
In een interview met Amy Goodman van Democracy Now! en later op haar Facebookpagina zei Thunberg dat het idee van een schoolstaking voor het eerst bij haar opkwam na de schietpartij op Stoneman Douglas High School op 14 februari 2018, toen een aantal jongeren weigerde nog naar school te gaan. Kort nadat ze in mei 2018 een schrijfwedstrijd van Svenska Dagbladet had gewonnen, opperde Bo Thorén van de milieugroep Fossil Free Dalsland de mogelijkheid van een schoolstaking als actiemiddel. Greta vond dit een prima idee, maar kreeg weinig steun van andere leden van de milieugroep, en al evenmin van haar ouders. Toen besloot ze de staking op haar eentje te houden.
Greta Thunberg werd al op 20 augustus 2018, de eerste dag van haar protest, ontdekt door We Don't Have Time, een Zweedse tech-start-up onder leiding van Ingmar Rentzhog, een kennis van haar moeder Malena Ernman. De stichting/onderneming zet zich in om via de sociale media-ondersteuning te bieden voor ingrijpende klimaatinvesteringen (Green New Deal). Greta Thunberg is korte tijd als speciale jeugdadviseur toegetreden tot het bestuur van de stichting. In februari 2019 gaf de organisatie We Don’t Have Time toe dat ze zonder medeweten van Greta Thunberg en haar familie haar naam gebruikt hadden.

## Activisme

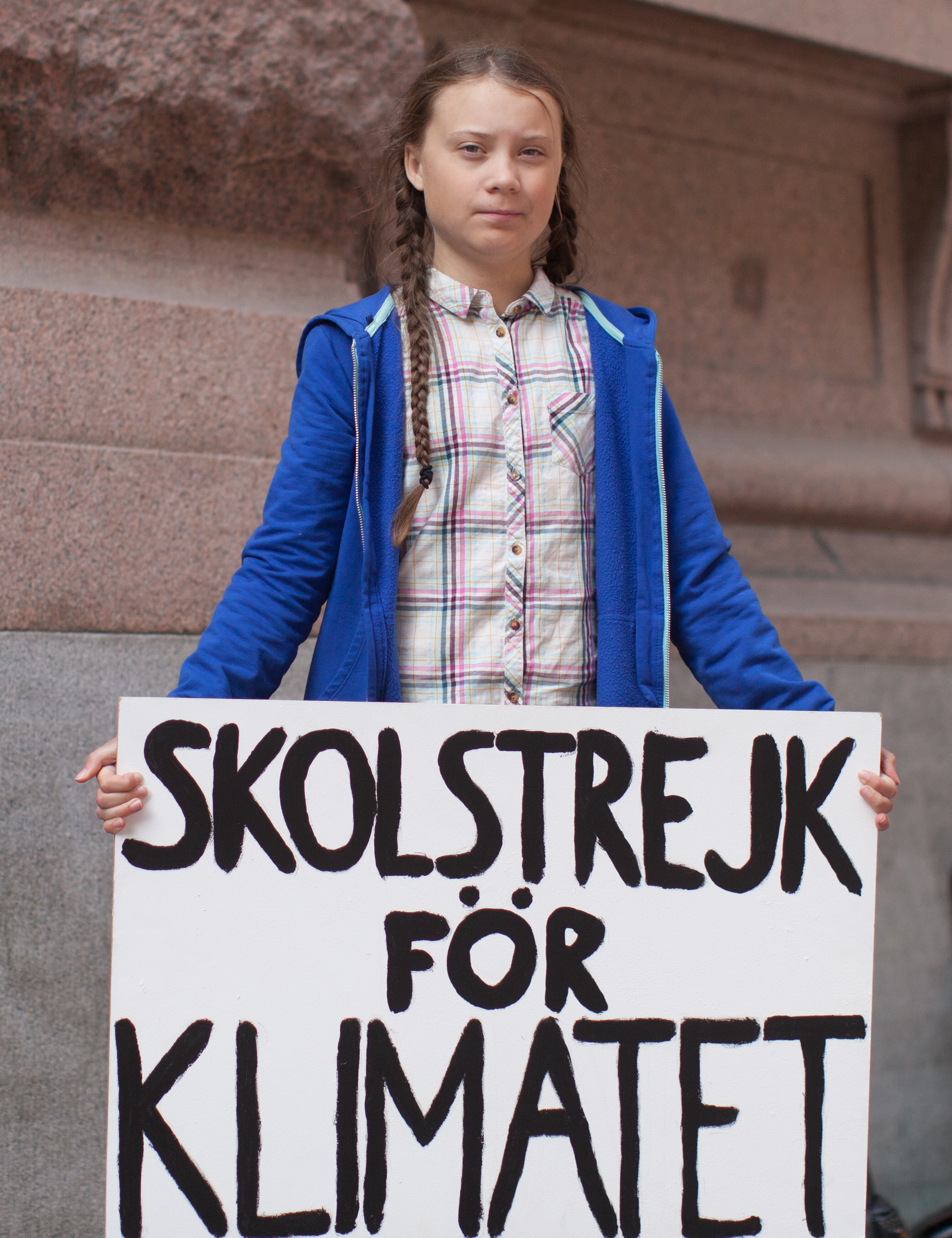
Thunberg voor het Zweeds parlement in augustus 2018

Thunberg kwam geregeld in de pers vanwege haar scherpe uitspraken op klimaatbijeenkomsten. Tijdens een actie van burgerlijke ongehoorzaamheid voor het Britse parlement op 31 oktober 2018, georganiseerd door Extinction Rebellion, had ze het over “een uitzonderlijke en dringende crisis die nooit als zodanig is erkend, en onze leiders handelen allemaal als kleine kinderen". Op de TED-conferentie van 24 november 2018 in Stockholm stelde Thunberg: “We hebben al dertig jaar peptalk en positieve praatjes gehoord. En sorry, maar het is nutteloos. Had het geholpen, dan waren de emissies nu al gezakt – en dat is niet het geval".
Op de Klimaatconferentie van Katowice 2018 sprak Thunberg meermaals de aanwezigen toe, en verweet ze de huidige wereldleiders "de toekomst [van hun kinderen] te stelen waar ze bij staan” en “jullie zijn niet volwassen genoeg om de waarheid te vertellen. Zelfs die last laten jullie aan ons, kinderen, over”.
Op 23 december 2018 werd zij geïnterviewd door Fareed Zakaria in het CNN-programma GPS, waarin normaliter politici, regeringsautoriteiten en diplomaten aan het woord komen. Op 23 januari 2019 arriveerde ze in Davos, waar ze was uitgenodigd om te spreken op het World Economic Forum. Terwijl Thunberg koos voor een 32 uur durende treinreis, kwamen 1500 deelnemers hiernaartoe met privévliegtuigen.
Thunberg fungeerde ook als rolmodel voor de klimaatacties van scholieren (Spijbelen voor het klimaat) in België, Duitsland en Zwitserland, in januari 2019.
Op 21 februari 2019 kwam ze naar Brussel om samen met Anuna De Wever, Kyra Gantois en Adélaïde Charlier, de Belgische boegbeelden van Youth for Climate, vooraan mee te lopen in de zevende klimaatmars op donderdag. Door de massale persbelangstelling moest de politie ingrijpen om de jongeren te beschermen. In de voormiddag sprak Thunberg in Brussel de Europese Commissie met voorzitter Jean-Claude Juncker toe. Op vrijdag 22 februari 2019 was Thunberg samen met onder anderen Anuna De Wever, Kyra Gantois en Adélaïde Charlier aanwezig bij de klimaatmars in Parijs en werd ze nadien samen met de Belgische en Duitse delegaties ontvangen door de Franse president Emmanuel Macron. Thunberg deed tijdens een week schoolvakantie in Zweden mee aan de klimaatmarsen in Antwerpen op 28 februari 2019 en Hamburg op 1 maart 2019. Omdat Thunberg in Berlijn uitgenodigd was voor het Goldene Kamera-gala, was ze op vrijdag 29 maart ook aanwezig op het Fridays for Future-protest, waar ze onder de Brandenburger Tor de circa 20.000 deelnemers toesprak.
Op dinsdag 16 april 2019 sprak Thunberg de milieucommissie van het Europees Parlement in Straatsburg toe. In de Vlierwijk in het centrum van Brussel werd een muurschildering gemaakt van Thunberg, door kunstenaar Encq, ook gekend als Henk De Ruddere. Op 17 april 2019 had Thunberg op het Sint-Pietersplein in Rome een korte ontmoeting met Paus Franciscus die haar aanmoedigde om door te gaan. Op donderdag was Thunberg uitgenodigd samen met andere organisatoren van de klimaatstakingen (o.a. Anuna De Wever) om te spreken voor het Italiaans parlement en op vrijdag liep ze in Rome mee met de schoolstaking voor het klimaat, waar ze op het Piazza del Popolo de 25.000 deelnemers toesprak. Vervolgens reisde Thunberg verder met de trein naar Londen, waar ze op zondag 21 april de actievoerders van de beweging Extinction Rebellion toesprak die al acht dagen actie voerden in Londen. Op 23 april 2019 gaf Thunberg een speech in het Britse parlement.
In de zomer van 2019 kondigde Thunberg aan dat ze een jaar vrij zou nemen van school (in Zweden is de schoolplicht tot zestien jaar). In augustus 2019 zeilde ze over de Atlantische Oceaan vanaf de Engelse havenstad Plymouth naar New York in de Malizia II, een achttien meter lang zeiljacht, type IMOCA 60-enkelrompsschip dat is uitgerust met zonnepanelen en onderwaterturbines. De reis werd aangekondigd als een CO2-neutrale trans-Atlantische oversteek als een demonstratie van de overtuigingen van Thunberg over het belang van het verminderen van emissies. Er kwam echter kritiek, omdat de reis uiteindelijk wel CO2-uitstoot veroorzaakte: om de boot terug te laten keren, werden bemanningsleden uit Europa overgevlogen; die vluchten werden overigens wel CO2-gecompenseerd. De reis duurde 15 dagen, van 14 tot 28 augustus 2019. Thunberg woonde de VN-klimaattop in New York op 23 september 2019 bij en zal ook spreken op de COP 25-klimaatconferentie in Santiago (Chili) (2-13 december 2019). Bij haar aankomst in New York werd ze opgewacht door honderden fans en klimaatactivisten waaronder de veertienjarige Alexandria Villaseñor (medeoprichter van US Youth Climate Strike en oprichter van Earth Uprising) en de zeventienjarige Xiye Bastida (een van de organisatoren van de Fridays for Future New York City). Gedurende enkele weken was de reis en de discussie eromheen dagelijks in het nieuws. Op vrijdag 30 augustus en vrijdag 6 september was ze van de partij op de schoolstakingen in New York voor het klimaat. Op vrijdag 13 september was Thunberg samen met enkele honderden activisten aanwezig op de schoolstaking voor het klimaat in Washington voor het Witte Huis en op 14 september werd ze geïnterviewd door Trevor Noah in The Daily Show.
Op 23 september 2019 riep Thunberg op de klimaattop in New York direct na secretaris-generaal António Guterres de Algemene Vergadering van de Verenigde Naties de wereldwijd heersende bestuurders en volksvertegenwoordigers op scherpe toon ter verantwoording voor hun nalatigheid inzake daadkrachtig handelen tegen de klimaatcrisis. Zij werd dan ook heftig aangevallen door een reeks denktanks en politici die zich verzetten tegen een ingrijpend klimaatbeleid. Volgens een opiniepeiling van Maurice de Hond bleek dat ongeveer een derde van de Nederlanders negatief is over Thunbergs uitspraken tijdens deze klimaattop. Tijdens de 2019 UN Climate Action Summit, op 23 september 2019, diende Thunberg samen met veertien andere jongeren, Alexandria Villaseñor en Carl Smith (VS), Catarina Lorenzo (Brazilië), Chiara Sacchi (Argentinië), Iris Duquesne (Frankrijk), Raina Ivanova (Duitsland), Raslene Joubali (Tunesië), Deborah Adegbile (Nigeria), Ayakha Melithafa (Zuid-Afrika), Ridhima Pandey (India), Carlos Manuel (Palau), Litokne Kabua, David Ackley III en Ranton Anjain (Marshalleilanden), een klacht in bij het Comité voor de Rechten van het Kind van de Verenigde Naties en beschuldigde Argentinië, Brazilië, Duitsland, Frankrijk en Turkije het Verdrag inzake de rechten van het kind te schenden door de klimaatcrisis niet adequaat aan te pakken.
In een open brief, samen met de Belgische activisten Adélaïde Charlier en Anuna De Wever en de Duitse activiste Luisa Neubauer op 1 december 2019, kondigde ze aan dat verdere acties ondernomen zullen worden om de politici te overtuigen om in te gaan op de duidelijke vragen vanuit de wetenschappelijke wereld.
Na het tussenjaar is Thunberg in het schooljaar 2020-2021 weer naar school gegaan.
Na de laatste internationale schoolstakingen in september 2019 die miljoenen jongeren op de been bracht, brak de coronapandemie uit waardoor hele landen volledig werden geïsoleerd en waardoor de beweging 'verlamd' werd. Op zoek naar gelijkgezinden begonnen Thunberg en haar vrienden met het hosten van "digitale stakingen" op Zoom, die nauwelijks georganiseerd waren. Deze Zoom-oproepen veranderden ook iets fundamenteels aan de klimaatbeweging, oorspronkelijk gebouwd rond lokale marsen, begonnen in Europa, en gedomineerd door blanke Noord-Europeanen die zich minder zorgen maakten over het heden dan over de toekomst. Plots kwam ze met activisten van over de hele wereld in contact voor wie klimaatverandering reëel, dringend en onmiddellijk was. Tijdens afzonderlijke oproepen vormden activisten uit het mondiale zuiden en inheemse gemeenschappen een groep genaamd MAPA (Most Affected People and Areas) en besloten dat Fridays For Future op een andere manier moest worden vormgegeven als ze er deel van wilden uitmaken. Ze organiseerden 'dekolonisatietrainingen' voor hun mede-activisten, waar Thunberg zich bij aansloot. In april 2022 bracht ze daarom een nieuwe boodschap: "luister niet alleen naar de wetenschap, maar luister naar de meest kwetsbaren". Thunberg wil niet meer het gezicht zijn van deze wereldwijde beweging voor klimaatrechtvaardigheid wat niet betekent niet dat ze afstand neemt van het activisme. Thunberg denkt er aan om naar de universiteit te gaan nadat ze haar laatste jaar secundair onderwijs heeft afgerond.

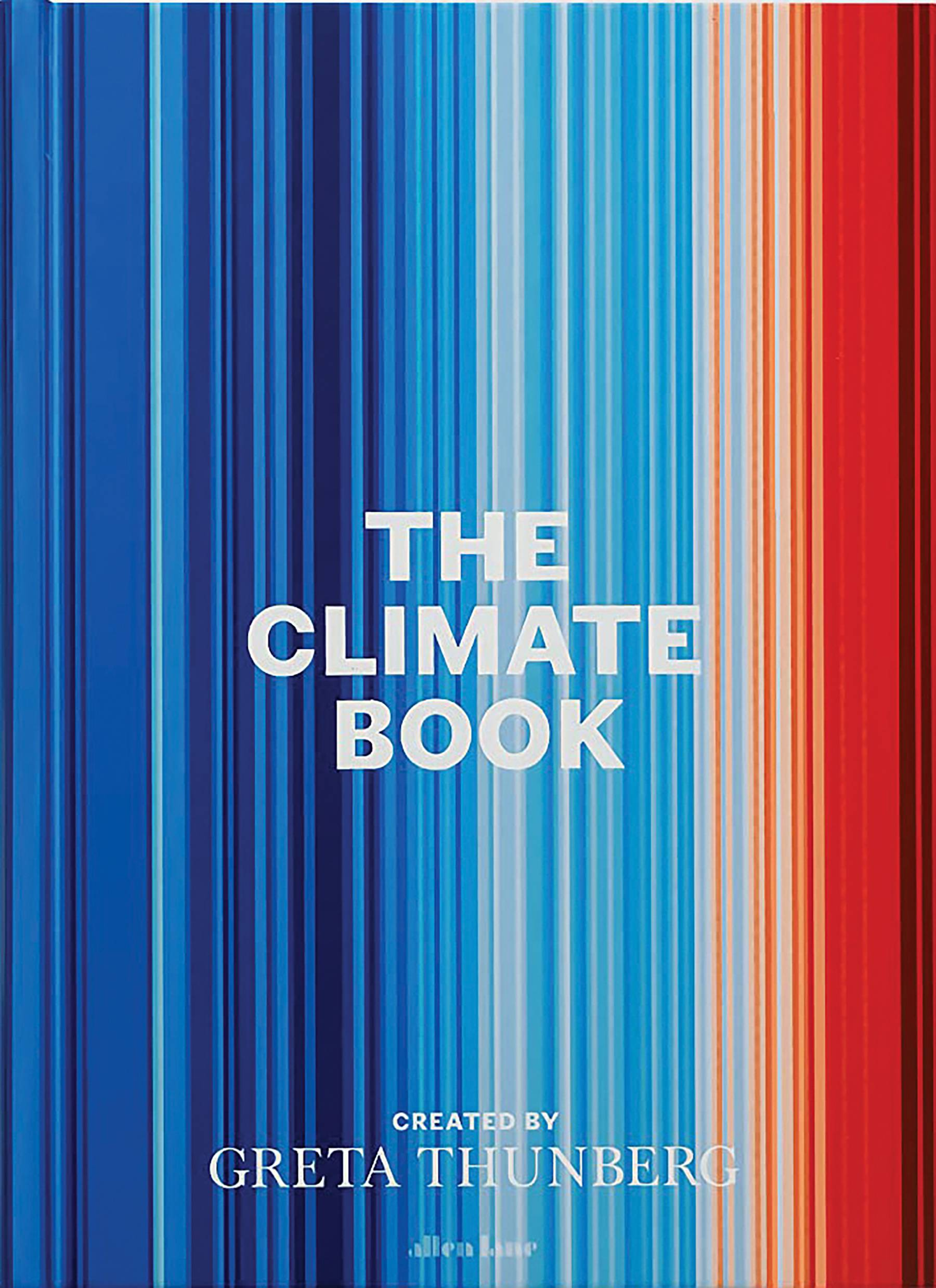
Voorkant van de Engelse versie van Het klimaatboek

Begin november 2022 stelde Thunberg in Londen haar nieuwe boek Het klimaatboek voor, dat vijfhonderd pagina's telt, met ruim 100 bijdragen van wetenschappers, filosofen, auteurs en activisten wereldwijd. Daarbij zijn ook bijdragen van MAPA-klimaatactivistes zoals Wanjira Mathai (Kenia), Nicki Becker (Argentinië), Disha Ravi (India), Hilda Flavia Nakabuye (Uruguay), Laura Verónica Muñoz (Colombia), Ina Maria Shikongo (Namibië), Ayisha Siddiqa (Pakistan) en Mitzi Jonelle Tan (Filipijnen). In november 2022 wil ze haar stem doorgeven aan anderen die zwaarder getroffen worden door de klimaatverandering.
Thunberg was aanwezig tijdens de bezetting van Lützerath, een Duits dorp dat werd bedreigd door de uitbreiding van de bruinkoolmijn Garzweiler en inmiddels was veranderd in een protestdorp waar de oorspronkelijke bewoners al waren vertrokken. Op 15 januari 2023 werd ze weggevoerd door de politie tijdens de ontruiming van het dorp.
In februari 2023 voegde ze zich bij de Sami-demonstranten tijdens de protesten tegen de twee windmolenparken in hun leefgebied. Begin maart werd ze samen met de andere demonstranten tot tweemaal toe weggevoerd door de politie tijdens de blokkades in Oslo van de gebouwen van het ministerie van financiën en later van het ministerie van milieu.
Op 9 juni 2023 hield ze voor de 251e en laatste keer een "schoolstaking voor het klimaat". Ze had haar middelbareschooldiploma gehaald waardoor ze niet meer hoefde te spijbelen. Thunberg zei wel voor het klimaat te zullen blijven protesteren op vrijdagen. Op 19 juni 2023 werd Thunberg gearresteerd toen ze samen met een groep activisten van Ta Tillbaka Framtiden olietankers in de haven van Malmö blokkeerde. Op 17 oktober 2023 werd Thunberg in Londen gearresteerd na een toespraak op een demonstratie tegen olie- en gasbedrijven waarbij een groep activisten de ingang blokkeerde van het Intercontinental Hotel waar een internationale conferentie rond olie en gas op het programma stond.

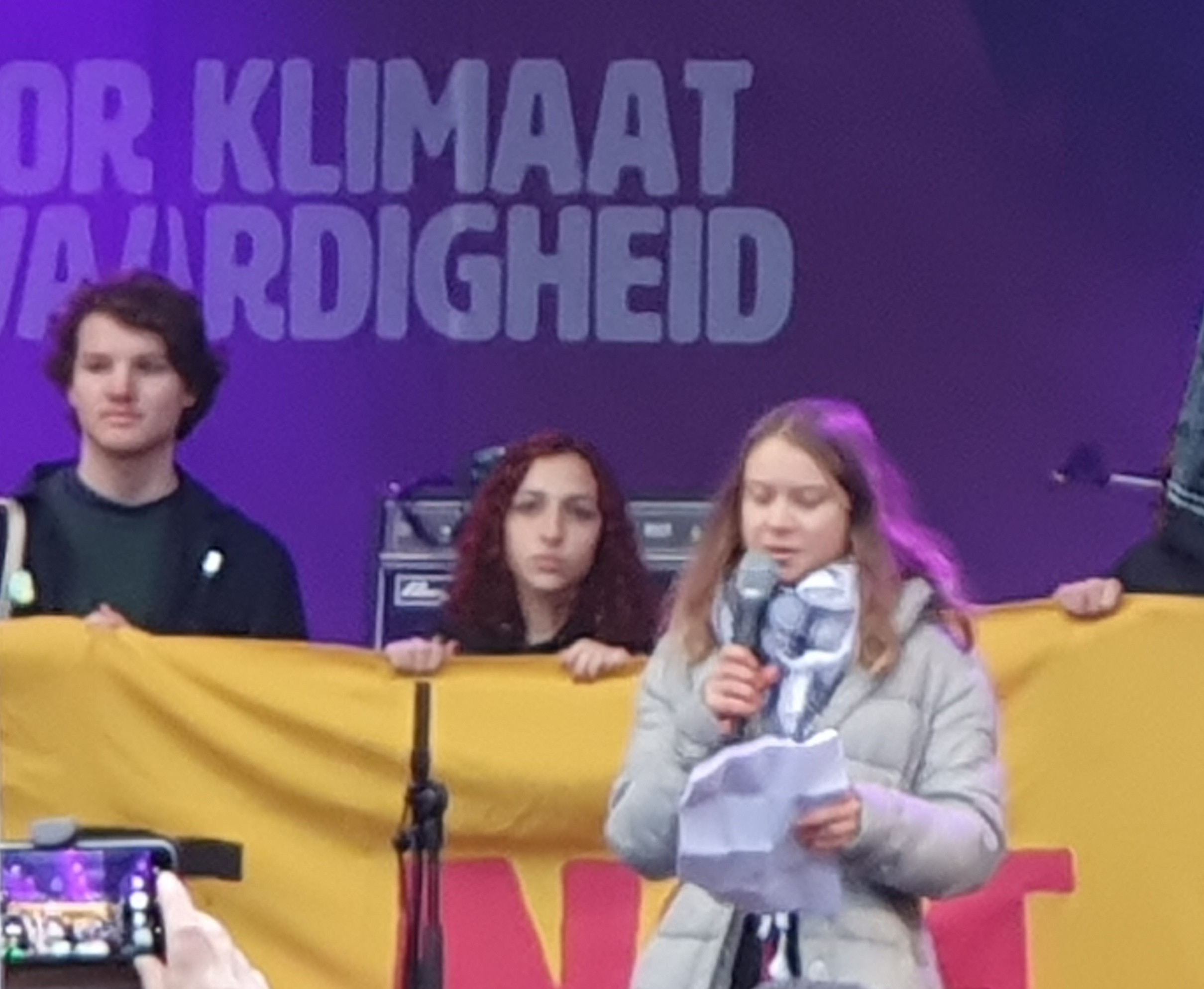
Klimaatmars, 12 november 2023

In oktober 2023 plaatste ze een foto op sociale media die steun toonde voor de Palestijnen in Gaza, vergezeld van pro-Palestijnse links. Israël meldde dat ze haar zouden verwijderen uit al het materiaal dat op scholen gebruikt wordt. Op de klimaatmars in Amsterdam (12 november) droeg ze op het podium een keffiyeh en gaf ze het woord aan een activiste die aandacht vroeg voor de Palestijnen; hierna klom een man op het podium, pakte Thunbergs microfoon af en verklaarde dat hij gekomen was voor een klimaatdemonstratie, niet voor een politieke visie.
Op 5 oktober 2024 nam Thunberg in Brussel deel aan de klimaatprotesten tegen subsidies voor fossiele brandstoffen. Toen ze samen met een negentigtal activisten van de Europese klimaatkoepel United For Climate Justice (UCJ) een kruispunt blokkeerde, werd ze samen met de andere activisten opgepakt en zonder aanklacht, veroordeling of boete weer vrijgelaten.
In april 2025 wilde ze met de organisatie Freedom Flotilla naar Gaza varen om hier tegen de Israëlische bezetting en humanitaire crisis te protesteren, maar hun schip de Madleen  werd in de buurt van Malta beschadigd. Volgens de activisten werd het schip door Israëlische drones aangevallen. Begin juni volgde een tweede poging in de Madleen. Op 9 juni 2025 werd het schip door het Israëlische leger tegengehouden. Thunberg en de andere activisten aan boord van de Madleen zouden hebben geweigerd om ongecensureerde beelden van de Hamas-aanval op 7 oktober te bekijken. De Israëlische minister van Defensie had dit als voorwaarde gesteld voor hun vertrek uit het land.

## Erkenning en prijzen
Thunberg werd begin maart 2019 in Zweden uitgeroepen tot "vrouw van het jaar", na een enquête, uitgevoerd in opdracht van de Zweedse krant Aftonbladet. Expressen, een andere Zweedse krant, riep Thunberg eerder ook al tot vrouw van het jaar uit. Op 13 maart 2019 werd Greta Thunberg genomineerd voor de Nobelprijs voor de Vrede door drie Noorse parlementsleden, Freddy André Øvstegård en twee andere leden van de Socialistische Linkse Partij nadat ze begin februari ook al was genomineerd door de Duitse politica Lisa Badum. Op 30 maart 2019 kreeg Thunberg in Berlijn tijdens het Goldene Kamera-gala de Sonderpreis Klimaschutz en dezelfde dag werd ze door de Swedish Women's Educational Association (ofwel SWEA International, Inc.) gehuldigd als Zweedse vrouw van het jaar.
Op 2 april 2019 werd bekendgemaakt dat Thunberg de winnaar werd van de Prix Liberté van de Franse regio Normandië, een prijs uitgereikt aan jongeren die zich inzetten voor vrijheid en vrede. Op 12 april won Thunberg samen met de Noorse milieuvereniging Natur og Ungdom de Noorse Fritt Ords Pris.
Op 17 april 2019 ontmoette ze paus Franciscus op het Sint-Pietersplein. Zij nodigde hem uit "to join the Climate Strike" geschreven op een bord van de Laudato Si-generatie. Hij moedigde haar aan door te gaan met haar actie. Ook sprak zij in de senaat in Rome en deed mee aan een klimaatmars daar.
In augustus 2019 kreeg Thunberg de prijs Game Changer of the Year van het Britse tijdschrift GQ. Op 16 september ontving Thunberg (samen met Fridays for Future) in Washington de prijs 'Ambassadeurs van het Geweten' (Ambassador of Conscience Award) van Amnesty International uit handen van Kumi Naidoo, secretaris-generaal van de mensenrechtenorganisatie.
Tevens werd in 2019 de Right Livelihood Award aan haar toegekend. 
In 2019 werd een kever naar haar genoemd, de Nelloptodes gretae. In 2020 kreeg ook een slak een verwijzing naar Thunberg in zijn naam: Craspedotropis gretathunbergae. In 2021 kreeg een endemische slak in Nieuw-Zeeland de naam Opacuincola gretathunbergae. In 2022 werd een kikker naar haar vernoemd, de Pristimantis gretathunbergae. In 2024 noemden wetenschappers de kogelspin Rhinocosmetus gretathunbergae naar haar.
Ze kreeg in 2019 ook de jaarlijkse milieuprijs van de Nordic Council, die samenwerking tussen de Deense, Finse en Zweedse parlementen bevordert. Ze weigerde de geldprijs van 350.000 Deense kronen (zo'n 46.800 euro) en gaf daarbij meteen aan dat de noordse regio, ondanks goede inspanningen voor klimaat en milieu, energieverslindend is.
Op 20 november 2019 kreeg Thunberg samen met Divina Maloum de Internationale Kindervredesprijs. Ze kon zelf de prijs niet in ontvangst nemen omdat ze bezig was aan een overtocht van de Verenigde Staten naar Europa per zeilboot op weg naar de Klimaatconferentie van Madrid 2019.
Op 11 december 2019 werd Thunberg door het tijdschrift Time uitgeroepen tot Persoon van het Jaar 2019.
In 2020 kreeg Thunberg een prijs van een miljoen euro van de Calouste Gulbenkian Stichting in Lissabon en beloofde dit bedrag zo snel mogelijk aan goede doelen te doneren, te beginnen met 100.000 elk aan de Stop Ecocide-beweging en de SOS Amazonia-campagne van de Braziliaanse afdeling van Fridays for Future.
In 2021 bracht het Zweedse postbedrijf een postzegel uit met Thunberg erop, binnen een reeks over het milieu.

## Film
In 2020 kwam I am Greta in de bioscopen, een documentairefilm. Ze wordt gevolgd vanaf haar eerste schoolstakingsdag tot en met het moment dat zij als wereldberoemd milieuactiviste met haar vader per racezeiljacht de Atlantische Oceaan oversteekt. In New York spreekt ze de Assemblee van de Verenigde Naties toe. De film won de wetenschappelijke prijs tijdens het Filmfestival van Zürich 2020.

## Familie- en privéleven
Thunbergs moeder is Malena Ernman, een Zweedse operazangeres en deelneemster aan het Eurovisiesongfestival 2009. Haar vader is Svante Thunberg, een acteur, genoemd naar Svante Arrhenius, een neef van zijn overgrootmoeder. Arrhenius won in 1903 de Nobelprijs voor Scheikunde voor zijn theorie over elektrolytische dissociatie.
Greta Thunberg was al vroeg sterk geïnteresseerd in milieu en wetenschap. Om de koolstofvoetafdruk te verminderen, overtuigde ze haar gezinsleden om veganistisch te eten, te consuminderen en niet meer te reizen met het vliegtuig.
Tijdens de TEDx Conferentie in Stockholm in november 2018 verklaarde ze te zijn gediagnosticeerd met obsessieve-compulsieve stoornis, selectief mutisme en het syndroom van Asperger. Zij verklaart de verbetenheid van haar engagement ten dele vanuit haar autisme.

## Publicaties
- Scener ur Hjärtat, Polaris, 2018; (vert.: Ons Huis Staat in Brand, De Bezige Bij, 2019) - met Malena Ernman, Svante Thunberg en Beata Ernman.
- No one is too small to make a difference, Penguin, 2019; (vert.: Niemand is te klein om het verschil te maken, De Bezige Bij).
- Claus Hecking, Charlotte Schönberger en Ilka Sokolowski – Unsere Zukunft Ist Jetzt: Kämpfe mit Greta Thunberg fürs Klima!, Oetinger, 2019; (vert.: Onze Toekomst Is Nu!: Strijd met Greta Thunberg voor het Klimaat, Ploegsma).
- In oktober 2020 werd de documentaire I am Greta van regisseur Nathan Grossman uitgebracht.[92][93]
- Het Klimaatboek, De Bezige Bij, 27 oktober 2022 ISBN 9789403194318

### Bestseller 60
| Boeken met noteringen in de Nederlandse Bestseller 60 | Jaar van verschijnen | Datum van binnenkomst | Hoogste positie | Aantal weken | Opmerkingen |
| ----------------------------------------------------- | -------------------- | --------------------- | --------------- | ------------ | ----------- |
| Het Klimaatboek                                       | 2022                 | 02-11-2022            | 27              | 2            |             |